# Guillaume Cramont
Guillaume Cramont (Francia, 29 de diciembre de 2000) es un jugador profesional francés de rugby que se desempeña en la posición de hooker en Stade Toulousain, equipo perteneciente a la liga Top 14.

## Carrera
Cramont es un jugador de formación francesa (JIFF). Comenzó su carrera deportiva con el equipo Union Sportive Dacquoise, en el cual jugó trece temporadas (2006-2019), después pasó a Stade Toulousain, donde lleva jugando cinco temporadas.